# نجيلية
نجيلية أو النجليّات أو الفصيلة القبئية أو الفصيلة الكلئية (الاسم العلمي: Gramineae) هي فصيلة نباتية تتبع رتبة القبئيات من طائفة الأحاديات الفلقة. الفصيلة النجيلية هي إحدى أشهر الفصائل في أحاديات الفلقة من النباتات المزهرة. هناك نحو 600 جنس في هذه الفصيلة وحوالي 10,000 نوع من بينها أهم المحاصيل الزراعية مثل القمح والأرز والذرة والشعير والشوفان والدخن والذرة البيضاء. تحوي هذه الفصيلة الكثير من محاصيل الأعلاف ونباتات المروج العشبية كالثمام وقبأ المروج ومحاصيل الطاقة مثل الثمام العصوي وسفون جيرارد والحشيشة الفضية.

## الوصف النباتي
تتميز نباتات هذه الفصيلة بأوراقها الرمحية الطويلة.

## الانتشار
العائلة العُشبيّة هي واحدة من النباتات الأكثر انتشارًا على كوكب الأرض، وتتواجد تقريبًا في كلّ مكان، ولكنّها غير موجودة في أنتاركتيكا.

## أسر النجيلية
- الكلورساوات (الاسم العلمي:Chloridoideae)

## من أجناسها
- أرز
- إصبعية
- أغروستيس
- إفليوم
- ثعلبية
- ثمام
- ثيوم
- زويسيا
- سورغم
- شعير
- شعير الرمال
- شويعرة
- عذم
- عكرش
- الخرفار (الاسم العلمي:Phalaris)
- فستوكة
- قبأ
- حسيك
- السنيبلة الشيباء (الاسم العلمي:Spodiopogon)
- الديشمبية (الاسم العلمي:Deschampsia)
- المولينيا (الاسم العلمي:Molinia)
- الأستربلة (الاسم العلمي:Astrebla)